# Francisco Rodríguez (Colombiaans wielrenner)
Francisco Rodríguez (Duitama, 5 juni 1960) is een Colombiaans voormalig wielrenner.

## Levensloop en carrière
Rodríguez werd prof in 1984. Zijn grootste overwinningen zijn drie etappezeges in de Ronde van Spanje en de eindoverwinning in de Clásico RCN in 1985. In dat jaar eindigde hij op de derde plaats in de Ronde van Spanje.

## Resultaten in voornaamste wedstrijden
| Jaar | Ronde van Italië | Ronde van Frankrijk | Ronde van Spanje |
| ---- | ---------------- | ------------------- | ---------------- |
| 1984 |                  | 45e                 |                  |
| 1985 |                  | opgave              | ↑ (2)            |
| 1986 |                  | opgave              | opgave           |
| 1987 |                  | opgave              | 48e (1)          |
| 1988 |                  |                     | opgave           |
| 1989 |                  |                     |                  |
| 1990 |                  |                     | 15e              |